# The Nutshack
A The Nutshack egy Fülöp-szigeteki/amerikai, felnőtteknek szóló rajzfilmsorozat, amelyet Ramon Lopez és Jesse Hernandez készítettek. A műsor egy testvérpárról szól, akik a nagybácsijukkal élnek. Különféle kalandokba keverednek az epizódok során. A Nutshack 2 évadot élt meg 16 epizóddal. 20 vagy 28 perces egy epizód. Magyarországon soha nem került bemutatásra. Külföldön a Myx TV vetítette. 2007. április 25-től 2011. május 31-ig vetítették. Sokan az egyik legrosszabb rajzfilmsorozatnak kiáltották ki a produkciót. Ennek oka a furcsa cím, az animáció, a szereplők illetve a főcímdal. Ugyanezen okok miatt 2016-ban internetes mém vált belőle. A "Nutshack" cím szójáték a "nutsack" szóval.